# Referéndum de autonomía de Mayotte de 2009
El 29 de marzo de 2009 se celebró en Mayotte un referéndum para convertirse en un departamento de ultramar de Francia. Mayotte había sido una colectividad departamental de Francia desde 2001. A diferencia de las otras cuatro regiones similares (Guayana Francesa, Guadalupe, Martinica y Reunión), Mayotte no se habría convertido en un Departamento de Ultramar (DOM) o una Región de Ultramar (ROM), sino que solo habría tenido una asamblea única; los otros cuatro DOM/ROM existentes también tendrán la opción de cambiar su estado a este formato.
Como resultado del voto a favor, Mayotte se convirtió en el departamento francés número 101 en 2011 y el primero con una población mayoritariamente musulmana.

## Antecedentes
La población de Mayotte era de aproximadamente 186.000 habitantes en el momento de las elecciones. El noventa y cinco por ciento de los maorais son musulmanes sunitas. Muchos maorais solo hablan con fluidez los idiomas locales, incluidos Shimaore y Bushi, en lugar del idioma francés. Se cree que un tercio de la población consiste en inmigrantes ilegales, en su mayoría de las vecinas y empobrecidas islas Comoras. La unión política continua con Francia ha permitido que Mayotte siga siendo relativamente próspera, al menos según los estándares regionales, en comparación con las Comoras independientes. Las Comoras, que ha sufrido problemas económicos e inestabilidad política desde su independencia, sigue reclamando a Mayotte como parte de su territorio.
El presidente francés, Nicolas Sarkozy, prometió un referéndum sobre el futuro estatus de Mayotte durante las elecciones presidenciales francesas de 2007.
Muchos Maorais esperaban beneficiarse económicamente en el futuro con un posible resultado afirmativo. La tasa de desempleo en Mayotte superaba el 25% en el momento del referéndum de 2009.

### Apoyo
Todos los principales partidos políticos de Mayotte, incluido el presidente del Consejo General, Ahmed Attoumani Douchina, apoyaron la campaña del "sí". Por ejemplo, Abdoulatifou Aly , un legislador maorais, apoyó la campaña del "sí" argumentando que Mayotte tiene una historia más larga dentro de Francia que algunas áreas del continente en una entrevista con L'Express, " Podemos ser negros, pobres y Musulmanes, pero somos franceses desde hace más tiempo que Niza". La campaña también recibió un fuerte apoyo del gobierno francés en París.
Las encuestas de opinión pública previas al referéndum mostraron un fuerte apoyo a una unión política más estrecha por parte de la gran mayoría de los ciudadanos de Mayotte, y se esperaba que la campaña del "sí" ganara por un amplio margen. Muchos vieron las ventajas comparativas de la plena ciudadanía francesa como mayores que la necesidad de conservar algunas costumbres locales tradicionales, como la poligamia, que sería eliminada bajo la ley francesa.

### Oposición local
Algunos imanes islámicos y líderes religiosos habían instado a votar por el "no". El imán de Mamoudzou , la capital de Mayotte, hizo una fuerte campaña contra el referéndum debido a la esperada abolición de la poligamia con una victoria del "sí". "La ley del Corán permite que un hombre tenga dos o tres esposas. Soy polígamo. Ya he dejado ir a dos o tres esposas en el pasado".

## Resultados
Los primeros resultados de la encuesta indicaron que la opción "sí" había recibido aproximadamente el 95,2% del total de votos emitidos. La participación electoral estimada fue un alto 61% de maorais elegibles.

## Reacciones
La ministra del Interior francesa, Michèle Alliot-Marie, elogió los resultados de las abrumadoras elecciones y dijo: "Esto reforzará el lugar de Mayotte en la república, reafirmando nuestros valores fundamentales, en particular la igualdad entre hombres y mujeres, la misma justicia para todos y el lugar de el idioma francés".
A la medida se opusieron la Unión Africana y las Comoras, quienes afirman que se trata de una "ocupación por una potencia extranjera" y se llevaron a cabo varias protestas en Moroni, capital de las Comoras. El vicepresidente de las Comoras dijo que la votación era una "declaración de guerra".

## Implicaciones del referéndum
Con un resultado afirmativo, Mayotte, que había sido una colectividad de ultramar, se convirtió en departamento francés el 31 de marzo de 2011.
Las leyes y costumbres judiciales, económicas y sociales locales se cambiaron para ajustarse a la ley francesa. Mayotte prohibió la poligamia antes de que se convirtiera en un departamento. Los derechos de la mujer se incrementaron a los estándares franceses. Las mujeres no tenían los mismos derechos de herencia en Mayotte, que luego se modificó para cumplir con el sistema de justicia francés. La edad mínima en la que una persona puede casarse legalmente se elevó de 15 a 18 años. Mayotte legalizó las uniones civiles entre personas del mismo sexo y del sexo opuesto.
El sistema judicial local tradicional de Mayotte, que combinaba los principios coránicos del islam con las costumbres africanas y malgaches, se eliminó gradualmente en favor del sistema legal francés. La ley islámica fue abolida y reemplazada por un código civil francés uniforme. Mayotte tenía un sistema legal islámico tradicional que consistía en Cadí, como se conocía a los eruditos religiosos, que actuaban como jueces en casos relacionados con la ley islámica. Los tribunales islámicos y el sistema de justicia fueron reemplazados por tribunales seculares, aunque los qadi mantuvieron un papel como asesores legales.
Como departamento, Mayotte se convirtió en elegible para programas sociales y económicos franceses ampliados, así como para fondos de la Unión Europea. Sin embargo, el gobierno francés no amplió inmediatamente el sistema de bienestar social del que disfruta la Francia metropolitana. En cambio, los beneficios del servicio social se extendieron gradualmente a los ciudadanos maorais durante un período de 20 años, hasta que sean iguales a los que se disfrutan en la Francia metropolitana. El gobierno francés también prometió apoyo financiero para fortalecer la infraestructura maorais.
Los impuestos sobre la renta se incrementaron como resultado de la integración con la república francesa.